# Bernartice nad Odrou
Bernartice nad Odrou là một làng thuộc huyện Nový Jičín, vùng Moravskoslezský, Cộng hòa Séc.